# The Turtles Present the Battle of the Bands
The Turtles Present the Battle of the Bands è il quarto album in studio del gruppo musicale statunitense The Turtles, pubblicato nel 1968.

## Tracce
1. The Battle of the Bands – 2:14
2. The Last Thing I Remember – 2:55
3. Elenore – 2:31
4. Too Much Heartsick Feeling – 2:43
5. Oh, Daddy! – 2:45
6. Buzzsaw – 1:59
7. Surfer Dan – 2:42
8. I'm Chief Kamanawanalea (We're the Royal Macadamia Nuts) – 1:34
9. You Showed Me – 3:16
10. Food – 2:40
11. Chicken Little Was Right – 2:47
12. Earth Anthem – 3:54